# Peter, Sue & Marc

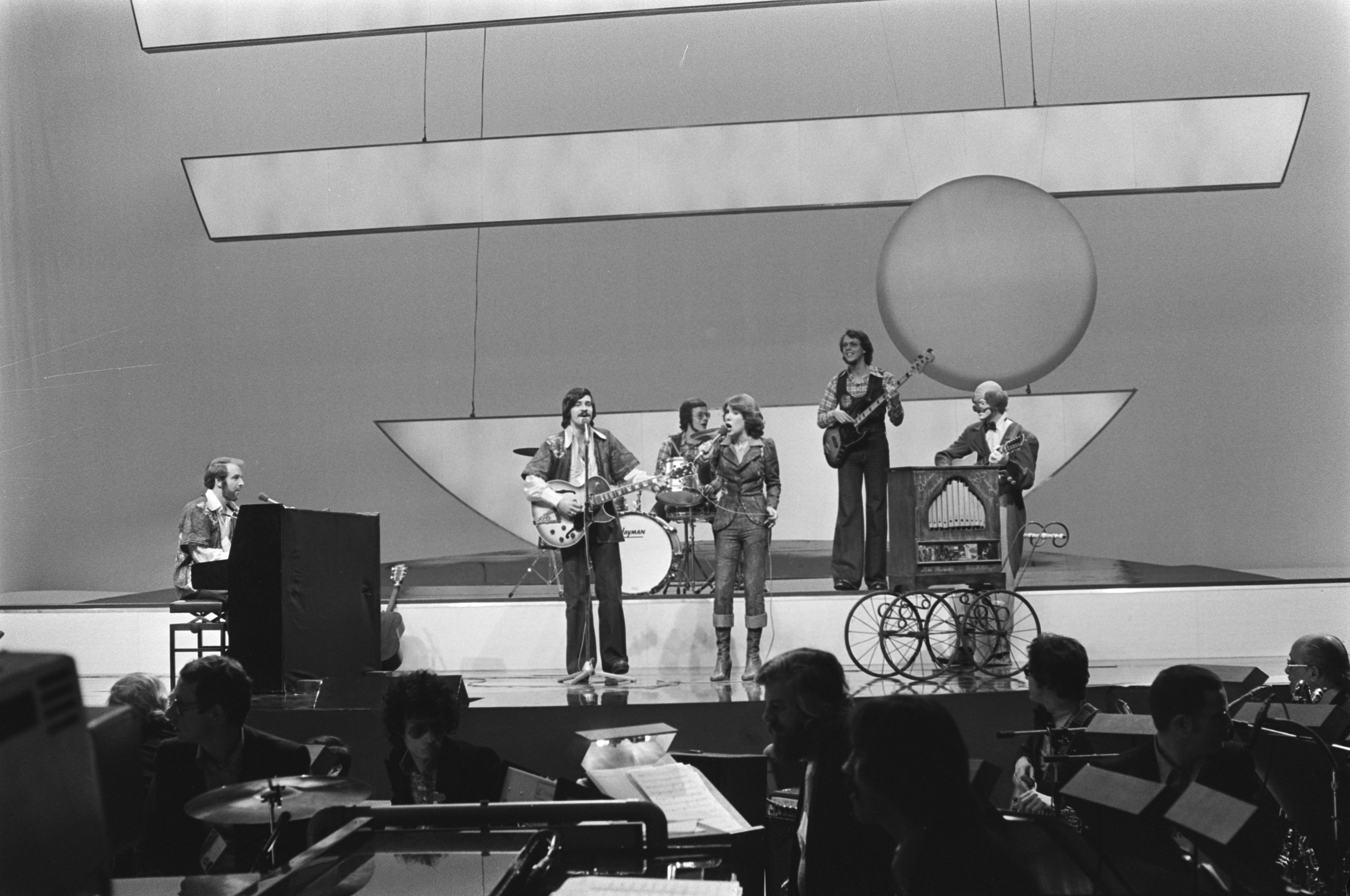
Peter, Sue & Marc mit dem Beitrag Djambo Djambo beim Eurovision Song Contest 1976

Peter, Sue & Marc sind eine 1968 gegründete Schweizer Musikgruppe aus Bern, bestehend aus Peter Reber (* 1949 in Bern; Gesang, Piano, Gitarre), Sue Schell (* 1950 in New York, Gesang) und Marc Dietrich (* 1948 in Bern, Gesang, Gitarre). Stilistisch ist die Gruppe schwierig einzuordnen, ihre Songs vereinen Elemente von Rock, Pop, Folk, Country und Chanson. Ihr grösster Erfolg war das Stück Cindy, das 1977 in deutscher und englischer Sprache zum Hit wurde.

## Karriere
1971 vertraten sie erstmals die Schweiz beim Eurovision Song Contest. Ihr Titel Les illusions de nos vingt ans erreichte Platz 12. Eine erfolgreiche Zusammenarbeit gab es zwischen 1975 und 1981 mit dem Liedermacher Rolf Zuckowski. Er textete und produzierte ihre grossen Erfolge. Die Kompositionen stammen von Peter Reber. Dabei waren die Titel Djambo Djambo (belegte beim Eurovision Song Contest 1976 den 4. Platz), Cindy (1977) und Charlie Chaplin (mit dem sie sich für Deutschland beim Eurovision Song Contest 1978 bewarben, aber nur Platz 3 der Vorentscheidung belegten).
1979 vertraten sie erneut die Schweiz beim Eurovision Song Contest und erreichten mit Trödler & Co Platz 10. Dabei wurden sie von der Gruppe Pfuri, Gorps & Kniri unterstützt. Auch 1981 vertraten sie die Schweiz zum 4. Mal beim Eurovision Song Contest. Damit sind sie die Gruppe, die für ein Land am häufigsten an diesem Wettbewerb teilgenommen hat. Ihr Titel Io senza te, den sie auch auf Deutsch aufnahmen, erreichte Platz 4. Somit sind sie auch die einzigen Teilnehmer am Wettbewerb, die in vier verschiedenen Sprachen (1971 Französisch; 1976 Englisch; 1979 Deutsch; 1981 Italienisch) für ihr Land antraten.
Peter, Sue & Marc veröffentlichten ihre selbstkomponierten Songs auf dem eigenen Label PSM-Records; das Logo war ein dreiblättriges Kleeblatt mit den Buchstaben PSM in je einem Blatt.
Mit den Titeln Ich ohne dich und Fantasia gastierten sie 1981 in der ZDF-Hitparade. Danach lösten sich Peter, Sue & Marc auf; an Silvester 1981 waren sie letztmals zu sehen. Während Peter Reber anschliessend auch allein weiterhin erfolgreich Lieder schrieb und aufnahm, wurde es um die beiden anderen Musiker mit den Jahren stiller.
Dennoch kam es seither zu vielen «Wiedervereinigungen»: 1987 in der Sendung «Supertreffer», ein Jahr zuvor verabschiedeten sie sich begleitend zu einer Tour mit einer ihrer letzten Studio-Aufnahmen D’Wält wär voll Blueme vom Publikum, 2003 in einer Gala-Show zum 50. Geburtstag des Schweizer Fernsehens (wo sie eine aufgepeppte Version von Cindy sangen) sowie 2007 in der Sendung «Die grössten Schweizer Hits» des Schweizer Fernsehens. Dank dem letztgenannten Auftritt schafften Io senza te, Birds Of Paradise und Cindy allein aufgrund der Downloads den Wiedereinstieg in die offizielle Schweizer Single-Hitparade vom 11. November 2007. 2015 brachte das Musical Io Senza Te die Ohrwürmer des Trios erneut auf die Bühne. 2016 traten sie mit einem Medley der grössten Hits in der Sendung «Hello Again» des Schweizer Fernsehens auf.

## Teilnahmen Eurovision Song Contest und Vorentscheidungen
| Jahr |                   | Titel                          | Land        | Sprache     | Platz Vorentscheidung | Platz ESC | Schweizer Charts |
| ---- | ----------------- | ------------------------------ | ----------- | ----------- | --------------------- | --------- | ---------------- |
| 1971 | Peter, Sue & Marc | Les illusions de nos vingt ans | Schweiz     | Französisch | direkt nominiert      | 12        | –                |
| 1973 | Peter, Sue & Marc | Es kommt ein Tag               | Schweiz     | Deutsch     | 3                     | –         | –                |
| 1974 | Peter, Sue & Marc | Frei                           | Schweiz     | Deutsch     | 2                     | –         | –                |
| 1975 | Peter, Sue & Marc | Lève-toi soleil                | Schweiz     | Französisch | 2                     | –         | –                |
| 1976 | Peter, Sue & Marc | Djambo Djambo                  | Schweiz     | Englisch    | 1                     | 4         | 6                |
| 1978 | Peter, Sue & Marc | Charlie Chaplin                | Deutschland | Englisch    | 3                     | –         | –                |
| 1979 | Peter, Sue & Marc | Trödler und Co.                | Schweiz     | Deutsch     | 1                     | 10        | –                |
| 1981 | Peter, Sue & Marc | Io senza te                    | Schweiz     | Italienisch | 1                     | 4         | 5                |
| 1981 | Swiss Union       | San Gottardo a                 | Schweiz     | Deutsch     | 2                     | –         | –                |
| 1987 | Marc Dietrich     | Nostradamus b                  | Schweiz     | Deutsch     | 2                     | –         | –                |

## Diskografie

### Alben
| Jahr | Titel                                       | Höchstplatzierung, Gesamtwochen, AuszeichnungChartsChartplatzierungen (Jahr, Titel, Platzierungen, Wochen, Auszeichnungen, Anmerkungen) | Anmerkungen             |
| Jahr | Titel                                       | CH | Anmerkungen             |
| ---- | ------------------------------------------- | --- | ----------------------- |
| 1981 | The Best of Peter, Sue & Marc               | — |                         |
| 1999 | Golden Hits                                 | CH56 (6 Wo.)CH | Charteintritt erst 2015 |
| 2005 | Hits International                          | CH90 (1 Wo.)CH |                         |
| 2007 | The Legend                                  | CH9 Platin · (34 Wo.)CH |                         |
| 2015 | Io senza te – Die Originalsongs zum Musical | CH20 (37 Wo.)CH |                         |

grau schraffiert: keine Chartdaten aus diesem Jahr verfügbar
Weitere Alben
- 1970: Folksongs
- 1975: Weihnachten – Noël – Natale – Christmas
- 1975: Peter, Sue & Marc (deutschsprachiges Album)
- 1976: Peter, Sue & Marc
- 1976: Songs International
- 1976: Three Friends
- 1977: Mountain Man & Cindy
- 1977: Deutsche Originalaufnahmen
- 1978: Unsere Lieblings-Songs aus dem Fernsehkleintheater
- 1978: Tom Dooley
- 1978: Memory Melody
- 1978: On Top
- 1979: By Airmail
- 1980: Birds of Paradise / Ciao Amico
- 1981: Fantasia / Ein ganz krummes Ding (Singles Fantasia und Birds mit identischer Melodie)
- 1981: Das grosse Abschiedskonzert – Live
- 1981: 10 goldene Jahre
- 1981: Ihre größten Erfolge
- 1981: Motive
- 1981: Star-Magazin
- 1981: The Best Of
- 1982: 20 Super Hits
- 1982: Das grosse Weihnachtskonzert
- 1983: Drei Freunde
- 1984: Fantasia – Deutsche Originalaufnahmen 2
- 1995: Gold 1
- 1995: Gold 2
- 1998: Cindy
- 1999: Ihre Lieder – Ihre Hits
- 2004: Country
- 2004: Romantic Melodies
- 2004: Weihnachten mit Peter, Sue & Marc
- 2006: Ihre größten Erfolge
- 2015: Collection – Box Set
- 2015: Trouvaillen

### Singles
| Jahr | Titel Album                              | Höchstplatzierung, Gesamtwochen, AuszeichnungChartplatzierungen (Jahr, Titel, Album, Platzierungen, Wochen, Auszeichnungen, Anmerkungen) | Höchstplatzierung, Gesamtwochen, AuszeichnungChartplatzierungen (Jahr, Titel, Album, Platzierungen, Wochen, Auszeichnungen, Anmerkungen) | Anmerkungen |
| Jahr | Titel Album                              | DE | CH | Anmerkungen |
| ---- | ---------------------------------------- | --- | --- | --- |
| 1976 | Djambo Djambo Peter, Sue & Marc          | — | CH6 (13 Wo.)CH | |
| 1976 | Like a Seagull Peter, Sue & Marc         | — | CH7 (15 Wo.)CH | |
| 1976 | Cindy Deutsche Originalaufnahmen         | DE10 (21 Wo.)DE | CH4 (16 Wo.)CH | 1976 erschien die englische Originalversion als Single und kam in die Schweizer Hitparade. Die deutsche Coverversion erschien erst 1977 als Single und auch auf dem Album «Deutsche Originalaufnahmen». |
| 1977 | Mountain Man                             | — | CH14 (4 Wo.)CH | |
| 1977 | Memory Melody Deutsche Originalaufnahmen | — | CH6 (10 Wo.)CH | |
| 1979 | Tom Dooley On Top                        | — | CH8 (10 Wo.)CH | |
| 1979 | Scotty Boy By Air Mail (Par Avion)       | — | CH10 (9 Wo.)CH | |
| 1979 | Jerusalem By Air Mail (Par Avion)        | — | CH11 (4 Wo.)CH | |
| 1980 | Ciao amico Birds of Paradise             | — | CH10 (7 Wo.)CH | |
| 1980 | Birds of Paradise                        | DE29 (15 Wo.)DE | CH9 (13 Wo.)CH | Charteinstieg in DE erst 1981 |
| 1981 | Io senza te –                            | DE47 (7 Wo.)DE | CH5 (10 Wo.)CH | |
| 1981 | Amazonas –                               | — | CH10 (3 Wo.)CH | |

Weitere Singles
- 1971: Les illusions de nos 20 ans
- 1975: Zigeuner
- 1975: Ein neuer Tag
- 1978: Charlie Chaplin
- 1979: Trödler & Co (mit Pfuri, Gorps & Kniri)
- 1979: Columbus
- 1980: Love Will Find a Way
- 1980: The Last Bolero

## Bibliografie
- Peter, Sue & Marc Song Book. Musikverlag Hans Sikorski, Nr. Sikorski 1075, Hamburg 1979 (enthält Charlie Chaplin, Cindy, Djambo Djambo, Like a Seagull, Memory Melody, Moby Dick, Mountain Man, Scotty Boy, Tom Dooley, Trödler & Co).
- Peter, Sue (H)und Marc. Oder: Wie drei gewöhnliche Berner zu aussergewöhnlichen Ehren kamen. Edition Erpf AG, Bern 1981, ISBN 3-256-00026-6.